# (8556) Jana
(8556) Jana (1995 NB) – planetoida z pasa głównego asteroid okrążająca Słońce w ciągu 4,96 lat w średniej odległości 2,91 au. Odkryta 7 lipca 1995 roku.